# مستبا (دهستان)
 مستبا  به عربی ( مُسْتبا ) دهستانی بزرگ است در ناحیهٔ لواء حجة، در شمال غربی الحجة، از توابع استان حَجّه، در کشور یمن در شبه جزیره عربستان. 

## جمعیت
جمعیت این دهستان در حدود ( ۱۲۳۴۳ ) نفر و (۲۲ خانوار ) می‌باشد. 

## روستاها
روستاهای توابع این دهستان به شرح زیر می‌باشند:
- روستای وادی الحمرة
- روستای السهلة
- روستای الغارشتة الغربی
- روستای شاطیء یَبرَد
- روستای الحمیس
- روستای غارب المدوی
- روستای الجراشة
- روستای جبل عَبید
- روستای الصوفة
- روستای خَذلان
- روستای کاولَة
- روستای بنو رسّام
- روستای غربی مُستبا

## منبع
- المقحفی، ابراهیم، احمد ، (مُعجَم المُدُن وَالقَبائِل الیَمَنِیَة) ، منشورات دار الحکمة، صنعاء، چاپ پنجم، وانتشار سال ۱۹۸۵ میلادی به (عربی).
- الصنعانی، محمد بن یحیی بن عبدالله بن احمد، الیمانی. ، (اَلأنَباءَ عَن دُولةَ بَلقِیسَ وَ سَبأَ) ، منشورات دار الیمنیة للنشر والتوزیع، صنعاء، چاپ وانتشار سال ۱۹۸۴ میلادی به (عربی).